# كيم تومسون
كيم تومسون (بالإنجليزية: Kim Thomson)‏ هي ممثلة بريطانية، ولدت في 30 أكتوبر 1959 في المملكة المتحدة.

## وصلات خارجية
- كيم تومسون على موقع IMDb (الإنجليزية)
- كيم تومسون على موقع ألو سيني (الفرنسية)
- كيم تومسون على موقع قاعدة بيانات الأفلام السويدية (السويدية)
- كيم تومسون على موقع قاعدة بيانات الفيلم (الإنجليزية)
- كيم تومسون على موقع كينوبويسك (الروسية)